# Międzynarodowa Szkoła Leninowska
Międzynarodowa Szkoła Leninowska, tzw. „Leninówka” (Международная ленинская школа) – instytucja edukacyjna Kominternu, założona w Moskwie w celu szkolenia działaczy ruchów rewolucyjnych krajów Europy i Ameryki, która funkcjonowała w latach 1925–1938.

## Historia
Szkoła powstała w 1925 r.  jako instrument „bolszewizacji” Międzynarodówki Komunistycznej, formalnie w wyniku uchwały podjętej na V Kongresie Kominternu (1924), na bazie uruchomionych w 1923  r.  kilkumiesięcznych kursów marksizmu-leninizmu. Oficjalnie funkcjonowała jako komórka Instytutu Marksa-Engelsa-Lenina KC KPZR, była zakonspirowaną sekcją Kominternu, podlegającą bezpośrednio Wydziałowi Organizacyjnemu Międzynarodówki Komunistycznej, od 1932 Wydziałowi Kadr. Pomiędzy 1926 a 1938  r. przeprowadziła szkolenie 3500 słuchaczy z 59 krajów, głównie z Europy i Ameryki Płn., podczas gdy np. inna instytucja, również powiązana z Kominternem, Komunistyczny Uniwersytet Robotników Wschodu, była odpowiedzialna za kształcenie studentów z krajów kolonialnych. Duża grupa studentów pochodziła z Niemiec (370), Czechosłowacji (320), po 200–225 z Francji, Polski, Włoch, Stanów Zjednoczonych i Chin, 180 z Austrii, 150 z Wlk. Brytanii, po 135 z Hiszpanii i Finlandii; 60 z innych krajów, w tym z ZSRR, Rumunii, Bułgarii, Grecji i Kanady. Zajęcia prowadzili uchodźcy weterani komunistyczni mieszkający w Moskwie, pochodzący z Niemiec, Włoch, Węgier, jak też wykładowcy rosyjscy. Wśród bardziej znaczących osób, które były w szkole, byli członkowie Komitetu Centralnego WKP(b): Józef Stalin, Łazar Kaganowicz, Nikołaj Bucharin, Karol Radek, Grigorij Zinowjew; dyplomaci: Fjodor Rotsztein, Fiodor Raskolnikow, oraz przywódcy Kominternu: Béla Kun, Piotr Stuczka, Otto Kuusinen, Yrjö Sirola. Słuchacze Szkoły w trakcie okresu nauki byli traktowani jak obywatele radzieccy, a więc korzystali z prawa wyborczego, ze służby zdrowia, wczasów i sanatoriów; byli też członkami WKP(b).
Od 1924  r. funkcjonowały w Kraskowie pod Moskwą kilkumiesięczne kursy, określane jako Szkoła Partyjna KPP, od 1929 jako polska filia „Leninówki” w postaci krótkoterminowych, dziewięciomiesięcznych kursów. Jednym z kursantów był np. Władysław Gomułka.
W 1940  r. szkoła była reaktywowana jako roczna Szkoła Polityczna Kominternu, mieszcząc się początkowo w Nagornoje, a następnie w Puszkino koło Moskwy, później ewakuowano ją na Uralu do Kusznarenkowa koło Ufy, Baszkortostan (1941–1943), gdzie funkcjonowała pod „przykryciem” technikum rolniczego.
Minister oświaty decyzją z 10 maja 1950 podjął decyzję o uznaniu ukończenia pełnego kursu „Leninówki” za równoznaczne z ukończeniem szkoły wyższej w PRL.
Nazwę „Międzynarodowej Szkoły Leninowskiej” nosił również Instytut Nauk Społecznych przy Wydziale Międzynarodowym Komitetu Centralnego KPZR (Институт общественных наук при Международном отделе ЦК КПСС) (1962–1991).

## Sekcje
Zajęcia odbywały się w grupach:
- A Sekcja Niemiecka: Niemcy, Szwajcaria, Holandia, Austria (przed 1936) 1926–1937[1]
- B Czechosłowacka: 1930–1938
- D Amerykańska: USA, Kanada 1934–1936
- E Angielska: Wielka Brytania, Irlandia, Australia, Nowa Zelandia (St. Zjedn. i Kanada do 1934) 1926–1937
- F Skandynawska: Szwecja, Norwegia, Dania 1930–1937
- G Węgierska: 1930–1936
- I Francuska: Francja, Belgia 1926–1937
- K Włoska: 1930–1938
- Kh Łotewska: 1934–1936
- L Hiszpańska: Hiszpania, Portugalia, Ameryka Centralna i Południowa 1930–1938
- M Bułgarska: 1933–1938
- N Rumuńska: 1931–1937
- O Grecka: Grecja, Cypr 1933–1937
- R Fińska: 1930–1937
- S Polska: 1931–1936
- Sh Jugosłowiańska: 1934–1936
- T Litewsko-Estońska: 1933–1937
- Ts Chińska: 1930–1938
- Ya Austriacka: 1936–1938

## Rektorzy
- 1926–1930: Nikołaj Bucharin[4]
- 1930–1931: Kławdija Kirsanowa
- 1932: Wilhelm Pieck
- 1933–1937: Kławdija Kirsanowa
- 1937–1938: Wyłko Czerwenkow

Przewodniczącym Rady Szkoły był Palmiro Togliatti.

## Absolwenci
- Anton Ackermann (1929–1931)
- Antoni Alster
- Bolesław Bierut („Wagner”) (od 1929)
- Henryk Bitner (1929–1931)
- Emil Demke (1927-1930)
- Małgorzata Fornalska (do 1930)
- Aleksander Fornalski (1929–1930)
- Władysław Gomułka („Stefan Kowalski”) (1934–1935)
- Romana Granas
- Gus Hall(inne języki)
- Heinz Hoffmann
- Erich Honecker (1929–1931)
- Jan Izydorczyk
- Anton Jugow (1934–1936)
- Witold Konopka
- Leszek Krzemień
- Karl Mewis (1932-1934)
- Erich Mielke (1932-)
- Zenon Nowak
- Roman Romkowski (1934-1935)
- Willy Sägebrecht (1930-1931)
- David Alfaro Siqueiros
- Stefan Staszewski (1926–1929)
- Josip Broz Tito
- Julian Tokarski (od 1929)
- Walter Ulbricht
- Markus Wolf
- Nikos Zachariadis
- Szymon Zachariasz (1931-1932)
- Roman Zambrowski („Bolesław Lutowicz”) (1929–1931)
- Włodzimierz Zawadzki
- Olga Żebruń (1934-1936)

## Siedziba
Szkoła mieściła w kompleksie budynków dworu Gagarinych przy ul. Worowskiego 25a (ул. Воровского), obecnie ul. Powarskaja (ул. Поварская) (1929–1931).